# A Cartuxa de Parma
A Cartuxa de Parma (em francês: La Chartreuse de Parme) é uma das duas obra-primas reconhecidas de Stendhal (e únicos romances completos) junto com O Vermelho e o Negro.
O romance é citado frequentemente como um exemplo antecipado do realismo, um forte contraste com o estilo popular romântico que havia à época de Stendhal. É considerado por muitos autores como um trabalho seminal; Honoré de Balzac o considerou o mais significante romance de seu tempo, André Gide o denominou de o maior romance francês. Liev Tolstói sofreu grande influência da famosa abordagem de Stendhal com relação à Batalha de Waterloo, onde seu protagonista vagueia perturbado sem saber ao certo se esteve ou não presente realmente naquela batalha.
O romance é considerado por muitos críticos literários como um romance análogo ao O Príncipe de Maquiavel, mas retratando a Itália do século XIX. A criação de A Cartuxa de Parma foi, em muito, inspirada em leituras de documentos sobre famílias antigas da Itália, como a família Farnese, que Stendhal teve acesso em suas inúmeras passagens pela Itália, como cônsul. O Romance tem como protagonista Fabrício Del Dongo, um jovem aventureiro, de família nobre e de poucas ambições. Assim como Julien Sorel, protagonista de O Vermelho e o Negro, Fabrício é admirador de Napoleão e essa admiração constitui um dos aspectos sócio-históricos apresentados na obra, pois mostra uma Itália que sofre as consequências sociais da restauração da monarquia em territórios que pertenceram anteriormente ao Império Napoleônico, como os territórios do Ducado de Parma e Placência, onde se passa o Romance.
Fabrício vive em seu mundo nobre, mas sem as ambições típicas de seu meio, é estouvado, ingênuo, juvenil e desapegado às coisas do dinheiro. Sua ambição é lutar e conhecer o Imperador Napoleão. Essa admiração dá início às suas peripécias, pois ele segue escondido de seu pai, monarquista, para lutar em Waterloo. A partir daí ele se vê em apuros, contando apenas com a ajuda de sua tia, Gina Pietranera. A afeição entre os dois vai crescendo e se confunde muitas vezes com um amor carnal e incestuoso. Essa dualidade entre amor fraternal e carnal constitui-se como um aspecto dramático, que seguirá os dois personagens até o desfecho da obra. No entanto, desvincilhado da influência de sua tia, Fabrício percebe que não a amava como mulher. Preso, coagido e vítima de inúmeros processos decorrentes das brigas entre partidos políticos e traições de corte, Fabrício se apaixona por Clélia Conti, filha dum general do partido de oposição do amante de sua tia, Conde Mosca. Essa paixão deflagra o período mais belo da obra, em que ambos nutrem um amor impossível de se realizar, já que Fabrício, além de se encontrar preso, possui parentesco com inimigos políticos do pai da jovem. Livre por uma fuga arquitetada por sua tia, ele se vê infeliz, já que exilado jamais poderia rever Clélia.
O drama do amor impossível acaba constituindo o fato que doravante daria fim à saúde e à vida de Fabrício. Sua morte é seguida da de Clélia e Gina.
A obra é um retrato fiel da época, sendo esta uma de suas grandes contribuições como arte. Ela articula uma intrincada rede de relações de poder e amor, contextualizadas sob governos venais, que se sustentam fragilmente eclipsados pelo fantasma de Napoleão, recém-destituído de seu poder e de seu império europeu. Além disso, não se pode menosprezar a capacidade do autor em dar vida a cada um dos personagens, aprofundando com coerência o caráter psicológico dos mesmos e contextualizando-o de forma conjuntural com o próprio espírito da obra. O romance não fez sucesso na época de sua publicação, mas foi reconhecido por ninguém menos que Honoré de Balzac, que, além de se tornar amigo de Stendhal, lhe deu diversos conselhos de modo que ele "enxugasse" e tornasse o texto mais fluido e profundo.

## Análise

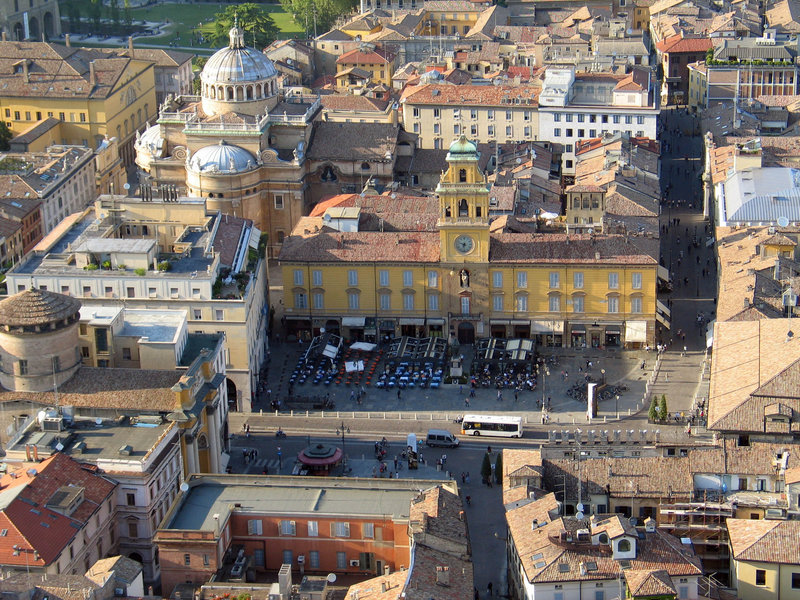
Praça Garibaldi em Parma.

Paul Morand indica na apresentação de A Cartuxa de Parma integrada na edição Le Livre de Poche, a razão para a escolha desta cidade. Stendhal explicou-o numa resposta a Balzac: "ele escolheu Parma porque em 1838 este pequeno Parma era a menos perigosa entre todas as alternativas para uma acção que se desenrolava em Itália.” A escolha de Parma por Stendhal é por causa do contexto político do Ducado de Parma e Placência. Parma estava então sob a regência de Marie-Louise, a segunda esposa de Napoleão I, que Stendhal apelidou de ”uma pobre mulher” e que volta a casa de Bourbon-Parma após a sua morte. Portanto, o Ducado não constituía elemento de rivalidade entre as grandes potências e desfrutava de uma certa autonomia, apesar de Marie-Louise ter dificuldade em manter os impulsos revolucionários que ocorriam na sua cidade, o que enfraquecia a sua autoridade interna e diplomática. Stendhal visitou em várias ocasiões a cidade que ele considera "muito plana". O romance é em grande parte imaginário, desde logo pelos personagens, bem como pelo cenário que consta de uma cidadela com uma enorme torre, o Palácio dos Farnese. Além disso, nos anos em que a história se desenrola, Parma é regida por Marie-Louise von Habsburg-Lothringen (filha de Francisco I da Áustria e segunda esposa de Napoleão I) e não por Ernest - Ranuccio Farnese IV, que também nunca existiu (a última titular dos Farnese casou-se com o rei Philippe V no início do séc. XVIII).
De acordo com o parecer geral, o final, considerado como um expediente, ou até mesmo arbitrário, será um defeito da obra, que foi escrito, ou mais exactamente ditado, em apenas sete semanas. Aos amores de Clelia e Fabrice falta realmente credibilidade. Sem dúvida este defeito é característico de Stendhal, que passava por dificuldades para terminar as suas obras (o que se verifica entre outras em O Vermelho e o Negro). No entanto, a morte do personagem principal do seu romance é expressa com uma técnica literária, oração subordinada, que, para muitos, assinala o seu génio e a que se deve uma grande parte do que é considerado a modernidade de A Cartuxa.
A maior característica de A Cartuxa, para alguns, é de pôr a aventura, omnipresente neste romance de acção, ao serviço de um ideal poético e literário.

## Adaptações ao cinema ou à televisão
- La Chartreuse de Parme, filme de Christian-Jaque, com Gérard Philipe no papel principal e Maria Casarès, filmado en parte na cidade de Besançon surgido em 1948.
- La Certosa di Parma, telefilme dirigido por Mauro Bolognini surgido em 1982.
- La Chartreuse de Parme / La Certosa di Parma, telefilme dirigido por Cinzia TH Torrini, produção franco-italiana. Apresentado na Rai Uno e na France 3 em 2012. Com Rodrigo Guirao Díaz (Fabrizio), Alessandra Mastronardi (Clelia), Marie-Josée Croze (Gina), Hippolyte Girardot (o conde Mosca), François Berléand (o Príncipe de Parma). Stendhal escreveu o seu romance em 52 dias e o telefilme foi filmado em 52 dias nos mesmos lugares por onde Stendhal andou.

## Adaptação audio
- La Chartreuse de Parme, lido por Guillaume Gallienne, éditions Thélème, 2008

## Adaptações musicais
- La Chartreuse de Parme, ópera em 4 actos e 11 quadros de Henri Sauguet sobre libreto de Armand Lunel de 1939;
- Comédia musical com adaptação pela Takarazuka Revue (a acção é transposta para Barcelona); 1982, 2009 e 2014.[5]